# Tino-Sven Sušić
Tino-Sven Sušić (Sarajevo, 13 de fevereiro de 1992) é um futebolista bósnio que atua como meio-campista. Atualmente, joga pelo Hajduk Split.

## Seleção Bósnia
Estreou pela Seleção Bósnia principal em 5 de março de 2014 em partida amistosa contra o Egito. Foi convocado para a Copa do Mundo FIFA de 2014.

## Vida pessoal
É filho do ex-jogador Sead Sušić e sobrinho do também ex-jogador e treinador Safet Sušić.

## Títulos
- Copa da Croácia de Futebol: 2013